# Traité de Fontainebleau (1762)
Pour les articles homonymes, voir Traité de Fontainebleau.

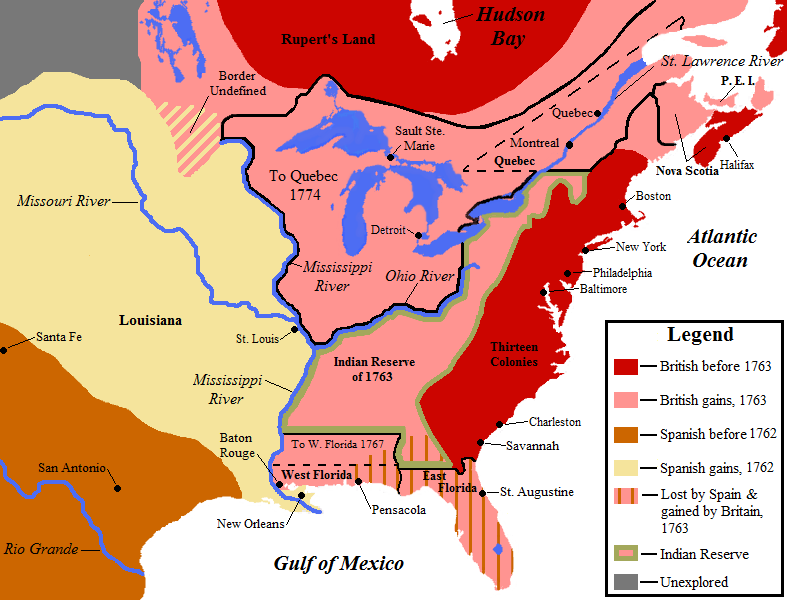
Les changements territoriaux en Amérique du Nord aux traités de 1762 et 1763.

Le traité de Fontainebleau, signé le 3 novembre 1762, lors de la guerre de Sept Ans, est un accord secret par lequel la France cède à l'Espagne la partie occidentale de la Louisiane (rive ouest Mississippi, parfois dite rive droite, par rapport à un observateur qui regarde dans le sens du cours d'eau). 
Défaite en Amérique du Nord face à la Grande-Bretagne et épuisée par le conflit, la France cède à son allié espagnol ce territoire qu'elle n'a plus les moyens de contrôler, pour éviter une conquête de celui-ci par les Britanniques. Seule la partie orientale de la Louisiane française, qui prendra rapidement le nom de « Territoires indiens (en) », sera cédée à la Grande-Bretagne par le traité de Paris de 1763, alors même que le traité de Fontainebleau est encore gardé secret. 
Le traité de Paris prévoit une période de 18 mois pendant lesquels les Acadiens pourraient émigrer de la rive gauche vers la rive droite du Mississippi. Beaucoup (les Cadiens) s'installent alors en Acadiane lorsqu'ils apprennent la cession de ce territoire par la France. La Louisiane est rétrocédée par l'Espagne à la France en 1800 (traité de San-Idelfonso). En 1803, Napoléon la vend aux États-Unis (traité de Washington) pour un montant de 80 000 000 de francs (15 000 000 de dollars).